# Somera vermella
La forcadella, l’'abella, el cabut o la somera vermella (Anthias anthias) és una espècie de peix de l'ordre dels perciformes i de la família dels serrànids. És inofensiu per als humans. És comestible, però no és pescat de manera comercial.

## Morfologia

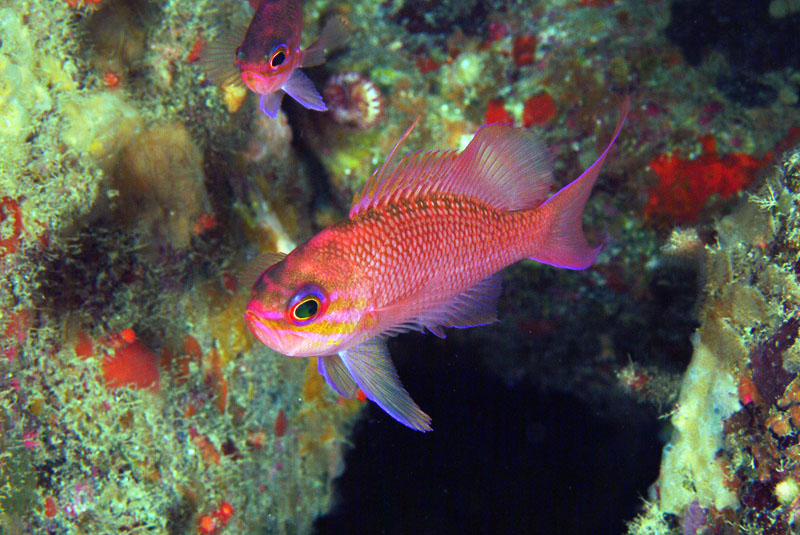
Exemplars fotografiats a prop de l'illa Giglio (la Toscana, Itàlia).

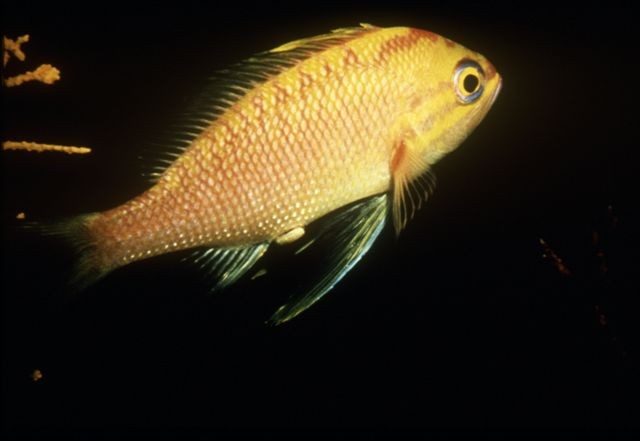
Forcadella fotografiada a Sicília

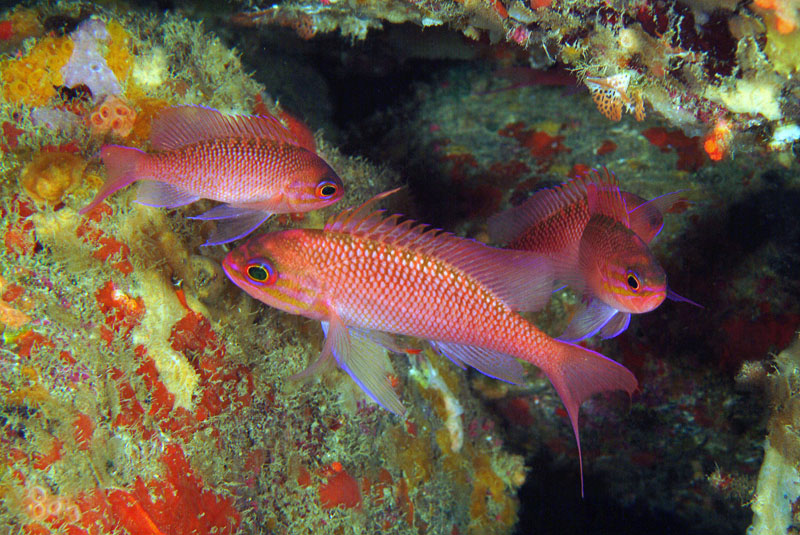
Forcadella fotografiada a la Toscana

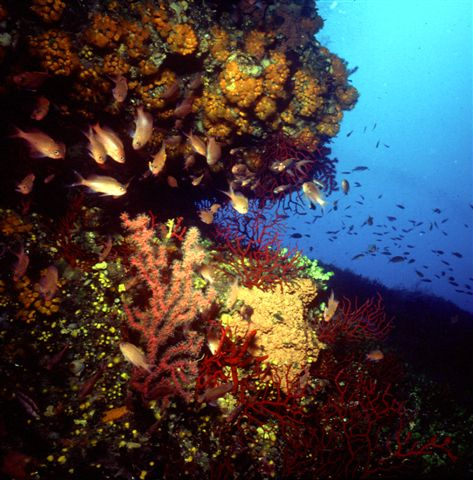
Forcadelles, Paramuricea clavata i Astroides calycularis fotografiats a Capo Gallo (Palerm, Sicília).

- Pot assolir 27 cm de llargària màxima, tot i que la seua mida més comuna és de 15.

- Cos ovalat i comprimit lateralment.
- Aletes dorsals i ventrals llargues (aquestes darreres arriben a la caudal, la qual és grossa i escotada).
- Aletes pelvianes ben desenvolupades.
- Les aletes ventrals del mascles són més grosses que les de les femelles.
- Coloració vermella o rosada amb taques i bandes operculars grogues. Aletes ventrals groguenques. Ventre argentat.
- Ulls de color blau violeta.[6][7][8][9][4][10]

## Ecologia
És un peix marí, de clima subtropical (16 °C-22 °C, 72°N-36°N, 23°W-42°E) i associat als fons rocallosos i esculls de corall (compartint, de vegades, l'hàbitat de formes cavernícoles) fins als 300 m de fondària (normalment, entre 30 i 50).
Es troba des de la Mediterrània i Portugal (incloent-hi les illes Açores) fins a Angola i el nord de Namíbia.
És tímid, nocturn, molt sedentari i fotòfug. Acostuma a viure en petits grups.
La seua reproducció és externa. A més, és un hermafrodita successiu, el qual primer madura com a femella i més tard es transforma en mascle. Aquesta transformació no depèn només de l'edat, sinó també de l'estructura social del grup al qual pertany. Així, els peixos viuen formant un grup de femelles acompanyades del mascle dominant i, només quan aquest darrer mor, la femella de més rang es transforma en mascle.
Pot duplicar la seua població en poc temps: entre 1,4 i 4,4 anys.
Menja crustacis planctònics i peixets.
A les illes Açores és depredat per la círvia rivoliana (Seriola rivoliana) i la mòllera roquera (Phycis phycis).